# Luft under vingerne
Luft under vingerne är ett musikalbum av Kim Larsen & Kjukken. Albumet gavs ut 1998 och producerades av Max Lorentz.

## Låtlista
1. "Tante Olgas briller" - 3:04
2. "Bondemand Petersen" - 2:46
3. "På stranden" - 3:20
4. "Sig det med blomster" - 3:28
5. "Dukkedrengen" - 3:25
6. "Lui" - 2:58
7. "Rio Brande" - 2:53
8. "Der er en sang" - 2:57
9. "Poul Reichardt" - 3:12
10. "Måske fordi" - 3:16
11. "Luft under vingerne" - 4:02
12. "Solsortevej" - 3:24